# Рачу
Рачу (рум. Raciu) — село у повіті Димбовіца в Румунії. Адміністративний центр комуни Рачу.
Село розташоване на відстані 66 км на північний захід від Бухареста, 11 км на південь від Тирговіште, 140 км на північний схід від Крайови, 94 км на південь від Брашова.

## Населення
За даними перепису населення 2002 року у селі проживала 1471 особа, з них 1470 осіб (99,9%) румунів. Рідною мовою 1470 осіб (99,9%) назвали румунську.